# 네스테로프 (칼리닌그라드주)

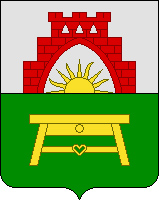
시 문장

네스테로프(러시아어: Не́стеров, 독일어: Stallupönen, 리투아니아어: Stalupėnai, 폴란드어: Stołupiany)는 러시아 칼리닌그라드주 동부에 위치한 도시로, 인구는 5,049명(2002년 기준)이다. 리투아니아와 국경을 접한다.
1276년 튜턴 기사단에 정복되었고 1525년 프로이센 공국의 영토가 된다. 1938년 이전까지는 슈탈루푀넨(Stallupönen)이라는 이름으로 불리기도 했지만 나치 독일이 비(非)게르만적인 지명이라 하여 에벤로데(Ebenrode)라는 이름으로 바뀌게 된다. 1945년 소비에트 연방에 병합되면서 지금과 같은 이름으로 변경되었고 도시 이름은 제2차 세계 대전 때에 사망한 소비에트 연방의 군인인 세르게이 네스테로프를 기념하기 위해 붙여진 이름이다.